# 青山商会
株式会社青山商会（あおやましょうかい）は、遠鉄グループの企業の一つ。静岡県静岡市駿河区に本社を置き、オートバイ販売、スズキ四輪車販売などを展開している。
二輪車（オートバイ）は各国内メーカーのバイクの取り扱いのほか、中古バイクや部品販売・整備などの事業を行っている。

## 沿革
- 1967年4月 - 青山欣勝が沼津市新宿町に「青山商会」を個人創業。バイクの小売及び修理業を始める。
- 1973年4月25日 - 資本金10,000千円をもって有限会社青山商会設立　代表取締役に青山欣勝氏就任。
- 1975年12月 - 本店を沼津市上土字横橋から沼津市東熊堂に移転。
- 1976年8月 - 沼津市三枚橋町に中古車販売を主体とした三枚橋店を開店(1982年5月閉店)。
- 1979年2月 - 三島市八反畑にバイクのアオヤマ三島店を開店[2]。
- 1980年12月 - 富士市厚原にバイクのアオヤマ富士店を開店。
- 1981年3月 - 御殿場市ぐみ沢にバイクのアオヤマ御殿場店を開店(後に閉店)。
- 1982年5月 - 静岡市中野新田にバイクのアオヤマ静岡店を開店(後に閉店)。
- 1984年3月 - 二輪用品店ブルーマウンテン事業を開始、静岡市有明町にバイクのアオヤマ静岡南店を開店(後のスズキ販売アオヤマ静岡南店)。
- 1985年5月 - 浜松市佐藤町にバイクのアオヤマ浜松店を開店(後に閉店)。
- 1986年5月 - 静岡市東千代田にバイクのアオヤマ静岡流通店を開店。
- 1987年1月 - 清水市大沢町にバイクのアオヤマ清水店(2007年8月閉店)、清水市草薙にバイクのアオヤマ草薙店(2022年12月閉店)を開店。
- 1988年3月 - 浜松市西伊場町にバイクのアオヤマ佐鳴台店を開店。
- 1988年5月 - 藤枝市八幡にバイクのアオヤマ藤枝店を開店。
- 1990年9月 - スズキ四輪車販売事業を開始　静岡市有明町にスズキ販売アオヤマ静岡南店を開店。
- 1993年5月 - 有限会社青山商会を株式会社青山商会に組織変更。
- 1994年7月 - 沼津市若葉町に四輪中古車センターを開店。
- 1997年7月 - 沼津市筒井町にスズキアリーナアオヤマ沼津中央店を開店。
- 2004年5月 - 沼津市西沢田にスズキ販売アオヤマ沢田店を開店。
- 2009年7月 - 本社を沼津市筒井町へ移転。
- 2012年10月 - バイクのアオヤマ富士店を富士市八代町へ移転。
- 2023年4月1日 - 遠州鉄道株式会社が株式会社青山商会の全株式を取得、系列化[3][4][5]。
- 2023年10月1日 - (株)青山商会が関係会社の(株)静南青山商会、(有)青山商会三島、(有)青山商会富士の3社を吸収合併。
- 2024年2月 - 本社を静岡市駿河区稲川へ移転。

## 店舗
静岡県内でバイク販売店舗6店舗とスズキ四輪販売店舗2店舗を展開する。

### バイク販売店
- バイクのアオヤマ沼津本店
- バイクのアオヤマ三島店
- バイクのアオヤマ富士店
- バイクのアオヤマ静岡流通店
- バイクのアオヤマ藤枝店
- バイクのアオヤマ佐鳴台店

### スズキ四輪販売店
- スズキ販売アオヤマ沢田店
- スズキ販売アオヤマ静岡南店